# 1994年乌克兰总统选举
1994年6月26日，烏克蘭提前舉行了總統選舉，7月10日舉行了第二輪選舉。 在列昂尼德·克拉夫丘克總統和最高拉達達成妥協後，他們提前舉行了會議。選舉見證了克拉夫丘克被他的前總理列昂尼德庫奇馬擊敗。這是獨立國協第一次總統選舉，現任總統被擊敗。
庫奇馬於7月19日上任，象徵著共產主義垮台以來首次和平移交權力。